# A Pallas nagy lexikona
A Pallas nagy lexikona (în română Marea Enciclopedie Pallas) este prima enciclopedie maghiară completă neizvorâtă dintr-o traducere. A fost publicată între 1893 și 1897. Ea cuprinde 16 volume cu 150 000 de articole și grupează munca a 300 de autori.

## Ordinea volumelor
| Numărul volumului       | Titlul volumului        | Anul publicării | Numărul paginilor |
| ----------------------- | ----------------------- | --------------- | ----------------- |
| Volumul I.              | A–Aradmegye             | 1893            | 812               |
| Volumul II.             | Arafale–Békalen         | 1893            | 837               |
| Volumul III.            | Békalencse–Burgonyavész | 1893            | 845               |
| Volumul IV.             | Burgos–Damjanich        | 1893            | 884               |
| Volumul V.              | Dammara–Elektromos gép  | 1893            | 861               |
| Volumul VI.             | Elektromos hal–Fék      | 1894            | 803               |
| Volumul VII.            | Fekbér–Geszt            | 1894            | 965               |
| Volumul VIII.           | Gesztely–Hegyvám        | 1894            | 816               |
| Volumul IX.             | Hehezet–Kacor           | 1895            | 1027              |
| Volumul X.              | Kacs–Közellátás         | 1895            | 965               |
| Volumul XI.             | Közép–Magyal            | 1895            | 823               |
| Volume XII.             | Magyar–Nemes            | 1896            | 1047              |
| Volumul XIII.           | Nemes ág–Pillér         | 1896            | 1065              |
| Volumul XIV.            | Pillera–Simor           | 1897            | 1115              |
| Volumul XV.             | Simor-kódex–Tearózsa    | 1897            | 980               |
| Volume XVI.             | Téba–Zsuzsok            | 1897            | 1242              |
| Volumul suplimentar I.  | A–J                     | 1904            | 792               |
| Volumul suplimentar II. | K–Z                     | 1904            | 864               |